# Hansi Kürsch
Hansi Jürgen Kürsch född 10 augusti 1966, är en tysk sångare, bäst känd som frontman i power metal/symfoniska speed metal-banden Blind Guardian och Demons & Wizards (tillsammans med Iced Earths Jon Schaffer).

## Diskografi
Studioalbum med Blind Guardian
- 1988 – Battalions of Fear
- 1989 – Follow the Blind
- 1990 – Tales from the Twilight World
- 1992 – Somewhere Far Beyond
- 1995 – Imaginations from the Other Side
- 1998 – Nightfall in Middle-Earth
- 2002 - A Night at the Opera
- 2006 – A Twist in the Myth
- 2010 – At the Edge of Time
- 2015 - Beyond the Red Mirror
- 2019 - Twilight Orchestra: Legacy of the Dark Lands
- 2022 - The God Machine

Livealbum med Blind Guardian
- 1993 – Tokyo Tales
- 2003 – Live
- 2017 - Live Beyond the Spheres
- 2020 - Imaginations from the Other Side Live

Kompilering mei Blind Guardian
- 1996 – The Forgotten Tales
- 2012 - Memories of a Time to Come
- 2013 - A Traveler's Guide to Space and Time

Studioalbum med Demons & Wizards
- 1999 – Demons & Wizards
- 2005 – Touched by the Crimson King
- 2020 - III

## Gästframträdanden
Tillhandahåller sång, om inte annat anges.
- Gamma Ray: Land of the Free – "Rebellion in Dreamland", "Farewell", "Land of the Free" (1995)
- Grave Digger: Tunes of War – bakgrundssång på alla spår (1996)
- Iron Savior: Iron Savior – "For The World" (1997)
- Nepal: Manifiesto – "Besando La Tierra", "Estadio Chico" (1997)
- Edguy: Vain Glory Opera – "Out of Control", "Vain Glory Opera" (1998)
- Grave Digger: Excalibur – bakgrundssång på alla spår (1999)
- Therion: Deggial (2000) – "Flesh of the Gods" (2000)
- Rage: Unity – bakgrundssång på alla spår (2002)
- Angra: Temple of Shadows – "Winds of Destination" (2004)
- Nuclear Blast: Nuclear Blast All-Stars: Into the Light – "Slaves to the Desert" (2007)
- Aneurysm: Shades – "Reflection" (2007)
- Ayreon: 01011001 – porträtterad som Forever (representerad av en keltiskt kors symbol) i "Age of Shadows", "Beneath the Waves", "Newborn Race", "The Fifth Extinction", "Onatural Selection", "River of Time", "The Sixth Extinction" (2008)
- Dreamtone & Iris Mavraki's Neverland: Reversing Time – "To Lose the Sun" (2008)
- Azeroth: II - bakgrundssång på alla spår (2008)
- Van Canto: Hero – "Take to the Sky" (2008)
- The Arrow: Lady Nite – "Never Say Never" (2009)
- Rage: Strings to a Web Bonus DVD (Live at Wacken Open Air 2009) – "Set This World on Fire", "All I Want", "Invisible Horizons" (2010)
- Grave Digger: The Ballad of Mary – Rebellion 2010 (2011, EP)
- Grave Digger: The Clans Are Still Marching (2011) – "Rebellion (The Clans Are Marching)" (2011, livealbum)
- Solar Fragment: In Our Hands – Inside the Circle (2011)
- Maegi: Skies Fall – "Those We've Left Behind" (2013)
- Heaven Shall Burn: Veto – "Valhalla" (2013)
- Iced Earth: Plagues of Babylon – "Among the Living Dead" (2014)
- The Unguided: Fragile Immortality – "Deathwalker" (Bonus Track) (2014)
- Disforia: The Age of Ether – "The Dying Firmament" (2014)
- Vexillum: Unum – "The Sentenced: Fire and Blood" (2015)
- Doro: Strong and Proud: 30 Years of Rock and Metal – "Rock Till Death", "All We Are" (2016, livealbum)
- In Extremo: Quid Pro Quo – "Roter Stern" (2016)
- Hansen & Friends: XXX - Three Decades in Metal – "Follow the Sun" (2016)
- The Dwarves OST: "Children of the Smith" (2016)
- Ayreon: The Source – porträtterade The Astronomer i "The Day That the World Breaks Down", "Everybody Dies", "Star of Sirrah", "Run! Apocalypse! Run!", "Aquatic Race", "Into the Ocean", "Planet Y Is Alive!", "Journey to Forever", "The Human Compulsion" (2017)[2]
- Tarja: Feliz Navidad - "Feliz Navidad (Barbuda Relief and Recovery Charity version)" (2017, singel)
- Orphaned Land: Unsung Prophets & Dead Messiahs – "Like Orpheus" (2018)
- Ayreon: Ayreon Universe – The Best of Ayreon Live – "River of Time", "Star of Sirrah", "Age of Shadows", "Everybody Dies", "The Eye of Ra" (2018, livealbum)
- Judicator: The Last Emperor – "Spiritual Treason" (2018)
- ZiX: The Ascent of Madness – "Rise from your Ashes your Grave" (2018)
- Avantasia: Moonglow – "Book of Shallows", "The Raven Child" (2019)
- Diamond Kobra: The Arrival – berättare av Intro & Outro (2019)
- Hämatom: Maskenball - "I Want It All" (2019)
- Tarja: From Spirits to Ghosts (Score for a Dark Christmas) "Feliz Navidad" (2020)
- Numenor: Draconian Age – "Make the Stand (At the Gates of Erebor)" (2021)
- Corvus Corax: Era Metallum – "Lá í mbealtaine" (2022)
- Stranger Vision: Wasteland – "Wasteland" (2022)
- Powerwolf: Missa Cantorem II - "Call of the Wild" (2022)
- Numenor: Tales from the Edge of Time - "Make the Stand 2022 Remix" (2023)